# Вільгельм Кнехтель
Вільгельм Кнехтель (нім. Wilhelm Knechtel; *13 серпня 1837, Пілербаустеллен, Чехія — †22 жовтня 1924, Бухарест) — румунський ботанік, садівник і нумізмат.

## Біографія
Народився в Чехії в селі Пілербаустеллен (Пігель, нині — частина міста Нови-Бор).
У 1864-1867 працював у Мексиці, де, зокрема, заклав сад на даху Чапультепекського палацу. Поїхав із Мексики після повалення імператора Максиміліана I.
На запрошення домнітора Кароля, майбутнього короля, переїхав до Румунії.
Заснував журнал «Buletinul Societatii Numismatice Romane», де публікував свої роботи з нумізматики. Кнехтелю належала найбільша в той час колекція монет римської провінції Мезія.